# Ostap Weresaj
Ostap Mykytowycz Weresaj (ukr. Оста́п Мики́тович Вереса́й; ur. 1803 w Kałużeńcach, zm. kwietniu 1890 w Sokiryńcach) – ukraiński kobziarz, bandurzysta i bard.

## Życiorys
Miał chłopskie pochodzenie. Od wczesnej młodości był niewidomy. Od 1818 uczył się gry na kobzie u S. Koshovy i innych kobzarzy.
W latach 60. XIX wieku był najbardziej znanym wykonawcą ukraińskich dum – epickich pieśni historycznych. W 1873 wystąpił z recitalem w Południowo-Zachodnim Oddziale Rosyjskiego Towarzystwa Geograficznego, a w 1875 koncertował w Sankt Petersburgu.
Jego dumy były przedmiotem studiów ukraińskich etnografów Oleksandera Rusowa, Pawła Czubynskiego oraz Mykoły Łysenki, który napisał monografię na temat twórczości Weresaja.